# Kepler-10c
Kepler-10c es un exoplaneta descubierto por la  Misión Kepler de la NASA. Orbita la estrella Kepler-10 en la constelación de Draco. En 2014, nuevas medidas estimaron su masa en 17 M⊕, para un radio 2,35 veces superior al terrestre. Su descubrimiento fue anunciado por Kepler en mayo de 2011, aunque se había visto como un candidato planetario desde enero de 2011, cuando Kepler-10b fue descubierto. Su densidad media resultante (6–8 g cm³) es considerablemente mayor que la de la Tierra, por lo que es improbable que tenga cantidades significativas de hidrógeno y helio. Se estima que se trata de un planeta telúrico, una megatierra, con una cantidad de agua sobre su superficie en torno al 5-20 % que se encontraría en su mayor parte en forma de hielo altamente presurizado. Su temperatura media está por encima de los 210 °C, por lo que el agua en Kepler-10c sería un fluido supercrítico. En tales condiciones, la superficie carecería de una superficie definida, y las nubes de vapor de agua presentarían una transición natural hasta formas exóticas de hielo, como el hielo VII.